# Hamed Namouchi
Hamed Namouchi - em árabe, حامد ناموشي‎ (Cannes, 14 de fevereiro de 1984) - é um ex-futebolista franco-tunisiano.